# リーサ・マカス
リーサ・マカス（Lisa Makas 、1992年5月11日 - ）は、オーストリア・ニーダーエスターライヒ州メードリンク出身の元サッカー選手。元オーストリア代表 。ポジションは フォワード。

## 経歴

### クラブ
1997年8月からSCヴァイセンバッハで、2005年9月からはSCベルンドルフのユースでプレーする。
2006年夏14歳の時、SKVアルテンマルクトに移籍し、ゲビーツ・リーガで同年得点王に輝く。
2006-07年シーズン、57得点で得点王のタイトルを獲得し、チームのランデスリーガ昇格に貢献する。
2007-08年シーズン、38得点を決め得点王になり、チームをフラウエンリーガ2部昇格へ導く原動力となった。
2008-09年シーズン、チームは優勝し、3シーズン連続でリーグ優勝を果たす。
2009年夏、U-16からU-21までの若き才能を個別育成するオーストリアサッカー協会主導の「プロジェクト12」から10名の内の一人に選ばれる。
2009-10年、2010-11年シーズン共に、チームはオーストリア・女子ブンデスリーガ2部で準優勝する。
2011-12シーズン、 オーストリア・女子ブンデスリーガ1部の SKNザンクト・ペルテンへ移籍する。
2011-12シーズン、2012-13シーズン共にリーグ準優勝し、2012-13シーズン、2013-14シーズンはオーストリア・レディースカップで優勝する。
2015-16シーズン、ドイツ・女子ブンデスリーガ1部に属するSCフライブルクに移籍する。
2016-17シーズン、同じくドイツ・女子ブンデスリーガ1部に属するMSVデュースブルクに移籍する。
2020年夏、オーストリア・女子ブンデスリーガ1部に属するSKNザンクト・ペルテンに戻り、2020-21シーズン自身2度目の リーグ優勝を手にする。
2022年1月、同じく オーストリア・ブンデスリーガに属するFKアウストリア・ウィーンに移籍する。
2022年8月、現役引退を発表した。

### オーストリア代表
U-19代表、U-21代表としてプレーしている。
2010年6月9日、2011 FIFA女子ワールドカップ予選で対戦したマルタ戦で オーストリア女子A代表としてデビューした。6-0で勝利したこの試合で3得点を決める。デビュー戦3得点のこの記録は未だ破られていない。

## タイトル
SKNザンクト・ペルテン
- オーストリア・ブンデスリーガ1部 優勝:2回（2015、2021）
- オーストリア・レディースカップ 優勝:3回（2013、2014、2015）
- 2015年度オーストリア最優秀スポーツ選手賞

### 代表
- UEFA欧州女子選手権2017 3位
- 2017年度オーストリア「スポーツチーム・オブ・ザ・イヤー」賞（オーストリア代表選手として）
- キプロス・カップ 優勝:1回（2016）